# Atherinomorus stipes
Atherinomorus stipes är en fiskart som först beskrevs av Johannes Peter Müller och Franz Hermann Troschel, 1848.  Atherinomorus stipes ingår i släktet Atherinomorus och familjen silversidefiskar. IUCN kategoriserar arten globalt som livskraftig. Inga underarter finns listade.